# Miguel Pérez Abad
Pour les articles homonymes, voir Pérez et Miguel Pérez.
Miguel Pérez Abad, de son nom complet Miguel Ángel Pérez Abad, né le 29 août 1963, est un ingénieur et homme politique vénézuélien. 
De juin à novembre 2017, il est ministre du Commerce extérieur et de l'Investissement international après avoir été brièvement ministre de l'Industrie et du Commerce de janvier à août 2016.

## Carrière politique
Il est nommé ministre du Commerce, selon les sources, le 6 janvier 2016 ou bien le 16 février 2016 en remplacement de Luis Salas nommé le 6 janvier 2016 et qui sera resté à peine un mois à son poste. Dès le 2 août 2016, il est remplacé par Carlos Faría. Le 2 août 2017, il est nommé ministre du Commerce extérieur et de l'Investissement international[réf. nécessaire].

## Vie privée
Le 19 août 2017, plusieurs organes de presse confirment la mort de son fils Miguel Pérez dans un accident d'avion privé Lear Jet 25 immatriculé YV3191 dans l'État de La Guaira,,.